# Longwarry
Longwarry (626 habitants) est un village du Gippsland de l'État du Victoria, en Australie. Il est situé à 83 km au sud-est de Melbourne. Il est contourné par la Princes Highway.